# Maarten Rademakers
Maarten Rademakers (Edegem, 13 juni 1991) is een Belgisch voormalig basketballer.

## Carrière
Rademakers speelde in de jeugd van Nieuw Brabo Antwerpen, Antwerp Giants en Gembo Borgerhout. In 2007 ging hij spelen voor de tweede ploeg van de Antwerp Giants en maakte zijn debuut voor de eerste ploeg in 2009. Hij speelde bij de Giants tot in 2013 toen hij de overstap maakte naar reeksgenoot Belfius Mons-Hainaut. Toen hij geen nieuw contract kreeg in 2015 ging hij spelen voor tweedeklasser Basics Melsele. In 2016 vertrok hij naar Fellows Ekeren waarmee hij in de tweede en derde klasse uitkwam.